# Lione Pascoli

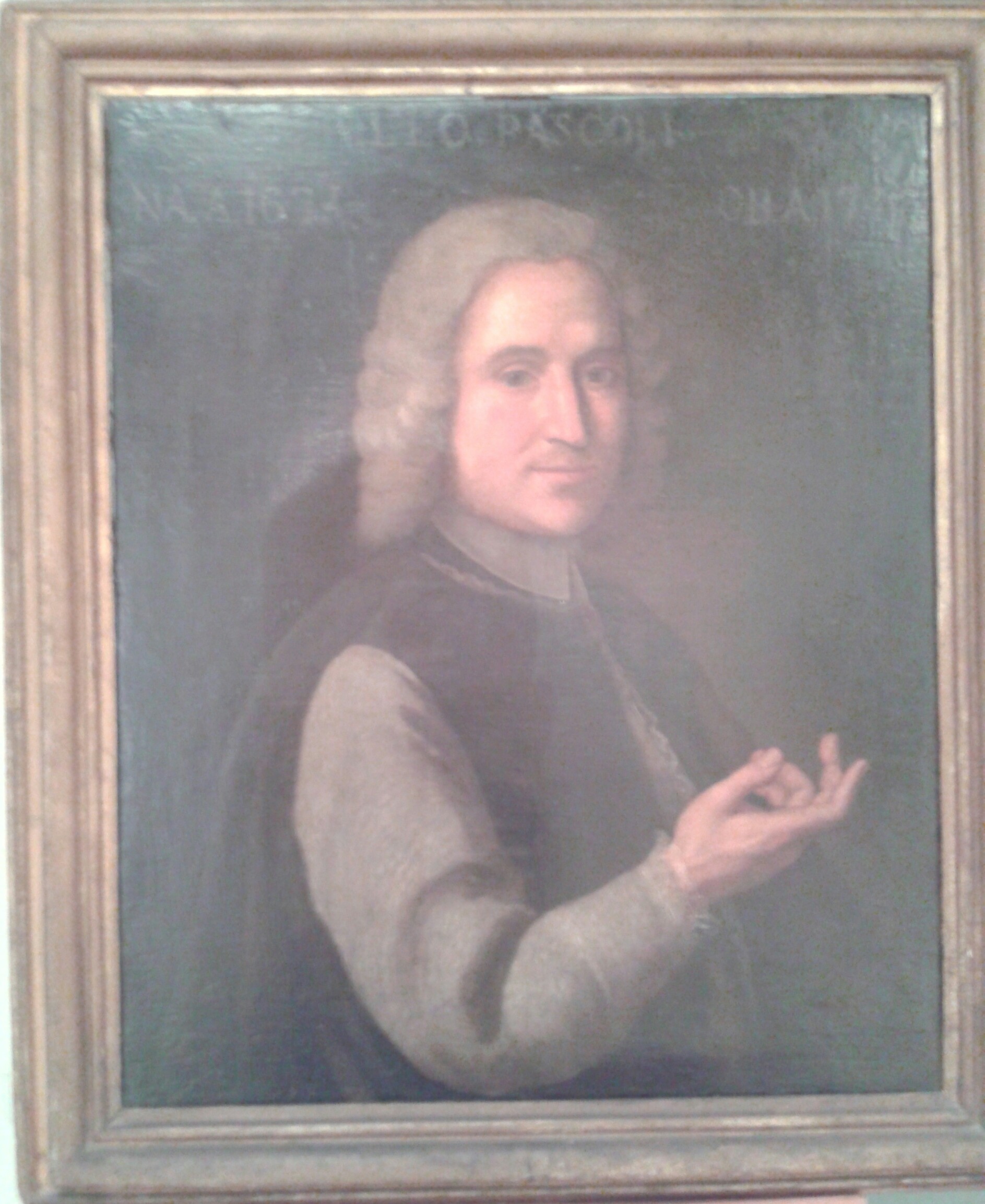
Lione Pascoli

Lione Pascoli (Perugia, 1674 – Rome, 1744) was een Italiaans econoom, advocaat, schrijver en fervent kunstverzamelaar.

## Levensloop
In zijn jeugd in Perugia bestudeerde Pascoli de tekenkunst, daarna trok hij naar Rome om rechten te studeren. Hij was een politiek denker die zo zijn eigen ideeën had. “He had a head that could rule a kingdom.” Hij kon een belangrijke adviseur van Benedictus XIV, de hervormer-paus, geweest zijn, moest zijn vroege dood daar geen stokje voor gestoken hebben.
Naast econoom en advocaat was Pascoli ook een bedreven schrijver. Hij schreef niet alleen boeken en brieven over zijn politieke en economische ideeën, maar ook over architectuur schilder- en beeldhouwkunst. Het meest bekende werk van hem is zijn Vite dei pittori, sculptori ed architetti moderni, een bundel met biografieën over schilders, beeldhouwers en architecten uit zijn periode.
Pascoli had ook een uitgebreide kunstcollectie met ongeveer 320 schilderijen. Hij toonde ook veel interesse voor de architectuur. Hij verdedigde de 'modernen' tegenover de 'ouderen', maar tegelijk kon hij de barrochetto van zijn eigen tijd niet uitstaan, met deze barrochetto bedoelen we de mislukte imitaties van voorgaande kunstenaars. Daarover schreef hij: Good taste would be in mourning if Borromini, Bernini of Cortona could come back and see what their followers were doing. Pascoli was een fervent voorstander van Borromini’s architectuuropvattingen, maar ziet in zijn eigen tijd te veel Borrominello, slechte architecten die te veel inspiratie zochten bij Borromini of werken van hem letterlijk kopieerden.
Tijdens zijn leven heeft hij ook veel gereisd in Polen en Engeland. In deze landen was reeds een modernisatie van de stad aan de gang. We denken dan aan de heropbouw van Londen na de grote brand in 1666. Terug in Rome schreef Pascoli een programma voor de modernisatie van de stad. Paus Clement XIV wilde het imago van Rome wat opkrikken met renovatie en bouwwerken, met de tanende populariteit van het katholicisme.

### Vites
Lione Pascoli was een van de laatste in de reeks auteurs die de geschiedenis van de kunst probeerden te reconstrueren aan de hand van een bundel biografieën (vite's) van schilders, beeldhouwers en architecten. Deze manier van geschiedschrijving werd in het humanisme veelvuldig toegepast. Andere bekende auteurs van zulke biografische cycli zijn o.a. Giorgio Vasari, Francesco Saverio Baldinucci, Giambattista Passeri en Nicolas Pio. Pascoli is ook de enige auteur in deze traditie die geen praktiserend kunstenaar was, maar een liefhebber.
Lione Pascoli was zeker niet de beste biograaf of geschiedschrijver. Zo zien we delen die ook letterlijk voorkomen in de biografiebundel van Pio, maar ook uit de Vites van Passeri en Baldinucci.
Toch kunnen we hem beschouwen als een van de interessanste auteurs, omdat hij kunstenaars vermeldt die in geen enkele andere vite terug te vinden zijn. Hij is de enige auteur die bijvoorbeeld Sorio vermeldt, toch een belangrijke architect die een van de meest bekende barokke gevels ontworpen heeft in Rome.³
Pascoli heeft in totaal drie Vites geschreven.

#### Vite de' pittori, scultori ed architetti moderni
Dit werk bestaat uit 2 volumes, elk onderverdeeld in drie categorieën: Vite de' Pittori, Vite degli scultori en Vite degli architetti. In elke categorie zijn de biografieën chronologisch geordend volgens geboortedatum van de kunstenaar. O.a. Het leven van Grimaldi, Borromini, Fontana en Bernini zijn erin opgenomen. In dit werk besteedt Pascoli het meeste aandacht aan de biografieën van de schilders.

#### Vite de' pittori, scultori ed architetti viventi
Dit werk was eigenlijk bedoeld als een derde volume, een additie aan zijn Vite...Moderni. In deze bundel zijn ook bijna alle foutjes uit vorige edities van zijn vites gecorrigeerd. Dit werk handelt over artiesten uit de begindecennia van de 17de eeuw. Maar het is nooit uitgegeven door zijn vroegtijdig overlijden. Het manuscript was wel bekend in die tijd, de meeste biografieën uit de Vite...viventi waren al eens apart gepubliceerd bij ander boeken of artikels over kunstenaars die vermeldt waren in Pascoli's boek.

#### Vite de'pittori, scultori ed architetti perugini
In deze bundel zijn de biografieën van kunstenaars uit zijn geboortestreek, Perugia, opgenomen.
Deze bundel past thuis in de traditie van Terramadre geschiedschrijving. Ook in het kader van de cultuurpolitiek en de institutialisering van het kunstonderwijs in die tijd, machthebbers proberen hun eigen streek te promoten door een bundel te laten schrijven met biografieën van succesvolle kunstenaars uit hun streek. Zo moest Vasari, een Florentijn, in opdracht van de Medicifamilie vooral Florentijnse kunstenaars in zijn Vite vermelden.
Pascoli heeft zijn Vite gewijd aan Koning Vittorio Amedeo en Carlo Emanuele van Samell' erudito Bottari.

### Andere literaire werken
Naast zijn geschiedkundige werken, heeft Lione Pascoli ook zijn theorieën over economie en politiek op papier gezet.
- PASCOLI L., Il Tevere navigato, e navigabile, Roma, A. de' Rossi, 1740.
- PASCOLI L., Testamento politico d'un accademico fiorentino, Colonia Perugia, Italy, Per gli eredi di C. d'Egmond, 1733.

In dit werk had Pascoli enkele voorstellen uitgewerkt om de infrastructuur in Rome te verbeteren. Zijn ideeën zijn gebaseerd op die van de generatie voor hem, de generatie van Bernini en Borromini.
- PASCOLI L., Lettere d'un accademico fiorentino ad un cavaliere suo amico. Parte prima., Firenze, Nella stamperia di G. Manni, 1720.